# Meri Torras
Meri Torras Francés (Badalona, 1968) es una filóloga, editora, ensayista, investigadora y profesora universitaria española.

## Biografía
Licenciada en Filología catalana en 1992 y en Filología española en 1993 por la Universidad Autónoma de Barcelona, alcanzó el doctorado en la misma universidad en 1998, donde también es profesora de Teoría de la literatura y Literatura comparada desde 2001. Su campo de investigación gira en torno al género y la literatura, los estudios culturales, la crítica literaria y la teoría queer, en especial la comparación entre literatura y artes audiovisuales. Dirige el grupo de investigación 'Cuerpo y textualidad' y es coeditora de la publicación de referencia Lectora. Revista de Dones i Textualitat.  También ha coeditado Feminismes literaris (1999), Corporizar el pensamiento. Escrituras y lecturas del cuerpo en la cultura occidental (2006), Cuerpo e identidad (2007),  Encarna(c)ciones. Teoría(s) de los cuerpos (2008) y Accions i reinvencions. Cultures lèsbiques a la Catalunya del tombant de segle XX-XXI (2011). Ha publicado los ensayos Soy como consiga que me imaginéis. La Construcción de la subjetividad en las autobiografías epistolares de Gertrudis Gómez de Avellaneda y Sor Juana Inés de la Cruz (2003) y Tomando cartas en el asunto. Las amistades peligrosas de las mujeres con el género epistolar (2001).